# Лютш, Карл Яковлевич
Карл Яковлевич Лютш (собственно Лютшиг, нем. Carl Lütschg; 3 (15) октября 1839, Санкт-Петербург — 6 июня 1899, Бланкенбург) — российский фортепианный педагог немецкого происхождения.
Сын швейцарца Якоба Лютшига (1793—1848) из города Моллис, в 1834 году открывшего на Васильевском острове свою ситценабивную фабрику (в дальнейшем с 1876 г. Товарищество ситценабивной фабрики «Я. Лютш», с 1899 г. в составе Акционерного общества мануфактур «И. А. Воронин, Лютш и Чешер», в советское время ситценабивная фабрика имени Веры Слуцкой, в постсоветское время предприятие «Северный текстиль»).
Учился в Санкт-Петербурге у Адольфа Гензельта, затем в Лейпцигской консерватории у Игнаца Мошелеса (фортепиано), Э. Ф. Э. Рихтера и Фридриха Киля (теория музыки).
В Санкт-Петербургской консерватории сперва был ассистентом в фортепианном классе Александра Драйшока, после его отъезда из России в 1868 г. возглавил собственный класс, с 1880 г. профессор. Среди учеников Лютша арфистка Екатерина Вальтер-Кюне.
В 1887 г. в составе группы преподавателей (вместе с Софьей Ментер, Гуго Вёльфелем, Дмитрием Климовым и другими) покинул консерваторию из-за разногласий с А. Г. Рубинштейном и до конца жизни был содиректором Санкт-Петербургской музыкальной школы.
Составил множество учебных пособий и сборников упражнений, среди которых И. М. Ямпольский выделяет «Библиотеку классических и современных произведений» (фр. Bibliothèque des oeuvres classiques et modernes, 420 пьес). Автор фортепианных этюдов.
Лютшу посвящена четвёртая тетрадь фундаментального учебного пособия Ферруччо Бузони Klavierübung (Фортепианные упражнения) — «Восемь этюдов Крамера» (1897).
Сын и ученик — пианист Вальдемар Лютшиг, другой сын — историк Адольф Лютш.